# Gennadij Poloka
Gennadij Poloka (russisk: Генна́дий Ива́нович Поло́ка) (født 15. juli 1930 i Samara i Sovjetunionen, død 5. december 2014 i Moskva i Rusland) var en sovjetisk filminstruktør, manuskriptforfatter og skuespiller.

## Filmografi
- Respublika SjKID (Республика ШКИД, 1966)[1][2]
- Interventsija (Интервенция, 1968)
- Vozvrasjjenije Bronenostsa (Возвращение «Броненосца», 1996)